# Филиппова, Наталия Александровна
Наталия Александровна Филиппова (15 февраля 1930, Москва — 5 января 2018, Санкт-Петербург) — советский и российский акаролог и паразитолог, один из самых авторитетных в мире специалистов по систематике иксодовых клещей, доктор биологических наук. С 1986 года главный научный сотрудник Зоологического института РАН.

## Биография
Родилась в Москве 15 февраля 1930 года. Во время второй мировой войны семья была эвакуирована в Подмосковье. В 1947 году поступила в МГУ. Дипломная работа, посвящённая личиночным стадиям развития иксодовых клещей, была выполнена под руководством Александра Борисовича Ланге. Помимо собственных материалов Филиппова проанализировала сборы, хранящиеся в Институте тропической медицины имени Е. И. Марциновского, которые были предоставлены ей Владимиром Николаевичем Беклемишевым. Материалы дипломной работы были опубликованы в «Зоологическом журнале». После окончания университета поступила в аспирантуру кафедры энтомологии МГУ к Евгению Сергеевичу Смирнову. Кандидатская диссертация была защищена в 1955 году по теме «Исследования по морфологии и систематике иксодин» Помимо научного руководителя, на профессиональное становление Натальи Александровны Филипповой оказали влияние Мария Владимировна Поспелова-Штром, Всеволод Борисович Дубинин и Александр Самойлович Мончадский. После защиты диссертации на молодого акаролога обратил вынимание академик Павловский и пригласил её на работу в Зоологический институт АН СССР. Основной задачей на новом месте работы была подготовка тома «Фауны СССР» по аргасовым клещам. Эта задача была выполнена к 1966 году и в 1967 году эта монография была защищена как докторская диссертация. В 1978 году стала членом редколлегии журнала «Паразитология», а с 1989 года была заместителем главного редактора этого журнала. С 1995 по 2005 год была входила в редколлегию International Journal of Acarology.

## Научные достижения
Сборы проводившееся Филипповой в 50 экспедициях по всей территории Советского Союза, позволили в два раза увеличить число известных видов клещей отряда Ixodida. Коллекция видов этой группы, хранящаяся в Зоологической институте РАН, обработанная Филипповой является самой большой в мире. Пионерным вкладом было использование характеристик онтогенеза в систематике Ixodida. В её работах была полностью пересмотрена подродовая классификация рода Ixodes. Она руководила подготовкой и написанием монографии по клещу Ixodes persulcatus, изданной в рамках программы ЮНЕСКО «Человек и биосфера». В начале 1990-х годов она предсказала, что возбудители болезни Лайма в Евразии тесно связаны с клещами группы Ixodes persulcatus, в том числе слабо изученного на тот момент вида Ixodes pavlovskyi. В 2000-х года она проанализировала особенности внешнего строения близкородственных видов, которые обеспечивают репродуктивную изоляцию между этими видами в зонах перекрывания ареалов. Под её руководством защищены четыре кандидатские диссертации. Была членом диссертационного совета при Зоологическом институте РАН и экспертом ВАК.

### Награды и звания
- Премия имени Е. Н. Павловского (1993) за серию работ по кровососущим клещам[5].

### Виды, описанные Филипповой
Описала 11 новых для науки видов клещей.
- Anomalohimalaya lotozkyi Filippova & Panova, 1978
- Argas latus Filippova,  1961
- Argas  macrostigmatus Filippova, 1961
- Argas  tridentatus Filippova, 1961
- Argas vulgaris Filippova,  1961
- Dermacentor  montanus Filippova & Panova, 1974
- Dermacentor  ushakovae Filippova & Panova, 1987
- Ixodes ghilarovi Filippova  & Panova, 1988
- Ixodes  sachalinensis Filippova, 1971
- Ixodes stromi Filippova,  1957
- Ixodes  subterranus Filippova, 1961

## Публикации
Опубликовала более 150 научных работ, в том числе:

### Монографии
- Филиппова Н. А. Аргасовые клещи (Argasidae) // Фауна СССР. Паукообразные. — М.—Л.: Издательство АН СССР, 1966. — Т. 4, вып. 3. — 257 с. — (Новая серия № 96).
- Филиппова Н. А. Иксодовые клещи. Подсемейства Ixodinae // Фауна СССР. Паукообразные. — Л.: Наука, 1977. — Т. 4, вып. 4. — 396 с. — (Новая серия № 114).
- Филиппова Н. А. Иксодовые клещи подсем. Amblyomminae // Фауна России и сопредельных стран. Паукообразные. — СПб.: Наука, 1997. — Т. 4, вып. 5. — 488 с.

### Статьи
- Филиппова Н. А. К диагностике некоторых видов иксодовых клещей рода Ixodes Latr. (подрод Ixodes s. str.) no личинкам и нимфам // Зоологический журнал : журнал. — 1954. — Т. 31, № 1. — С. 69—76. — ISSN 0044-5134.
- Филиппова Н. А. К диагностике клеща Ixodes (Exopalpiger) trianguliceps Bir. по личинкам и нимфам // Зоологический журнал : журнал. — 1954. — Т. 33, № 5. — С. 1053—1057. — ISSN 0044-5134.
- Филиппова Н. А. Особенности рангов род и подрод и интеркалярное объединение группа видов у иксодовых клещей (Acari, Ixodidae) // Паразитология : журнал. — 2008. — Т. 42, № 4. — С. 249—263.. — ISSN 0031-1847.
- Филиппова Н. А. Классификация подсемейства Amblyomminae (Ixodidae) в связи с переисследованием хетотаксии анального клапана. // Паразитология : журнал. — 1994. — Т. 28, № 1. — С. 3—12. — ISSN 0031-1847.
- Филиппова Н. А. Таксономические аспекты изучения клещей рода Ixodes Latr. (Ixodoidea, Ixodidae) — переносчиков вирусов клещевого энцефалита // Энтомологическое обозрение : журнал. — 1969. — Т. 48, № 3. — С. 675—688. — ISSN 0367-1445.
- Филиппова Н. А. История ареала у иксодовых клещей (Acari, Ixodidae) - переносчиков возбудителей природноочаговых болезней как один из факторов формирования их внутривидового биоразнообразия // Энтомологическое обозрение : журнал. — 2017. — Т. 96, № 1. — С. 157—184. — ISSN 0367-1445.